# Римський бетон
Opus caementicium (так званий римський бетон або лита кладка) — латинська назва бетоноподібної речовини або певного виробничого процесу, який римляни використовували з 3 століття до нашої ери для зведення частини стін, а пізніше цілих споруд.
Подібний склад Opus signinum містив більш дрібні заповнювачі і використовувався як водонепроникний розчин для стяжки та виготовлявся для декоративної стяжки.

## Компоненти
У opus caementicium є обпалене вапно (переважно «біле вапно» без глинистих компонентів) і заповнювачі (кварц, греувак, піщаник, туф або бита цегла) у співвідношенні 1:3. Тоді вапняки випалювали у вапнякових печах або шахтних викопних печах діаметром близько трьох метрів і глибиною близько чотирьох метрів. Температура випалу коливалася від 900 до 1350 ° C, залежно від типу каменю. Для отримання в'яжучого речовини з гідравлічними властивостями до вапна додавали природні та штучні пуццолани, такі як туф, вулканічний попіл або цегляний порошок. В результаті реакції SiO2, що міститься в пуццоланах, і Ca (OH) 2 в процесі горіння і гасіння вапна утворюється нерозчинний у воді гідрат силікату кальцію.
Тобто лише після додавання пуццоланів або меленої цегли opus caementicium набуває гідравлічних властивостей, завдяки яким ця суміш твердіє, утворюючи стійкий до тиску камінь після додавання води — подібний до сучасного бетону чи цементу. Тому Opus caementicium також твердне під водою. При додаванні води негашене вапно реагує з інтенсивним виділенням тепла, і отриманий opus caementicium формується і обробляється гарячим або теплим, завдяки чому компоненти вапна були дуже корозійними і могли призвести до сліпоти, якщо вони потрапили в очі.

## Властивості
Міцність на стиск opus caementicium вказується на значеннях від 5 до 40 Н/мм² в залежності від типу компонента або типу використання та обережності, дотриманої під час монтажу. При значеннях приблизно від 1,53 до 2,59 кг/дм³ для висушених на повітрі зразків, загальна щільність знаходиться в діапазоні сучасного бетону (2,0-2,4 кг/дм³). З іншого боку, opus caementicium, приблизно від 20,2 до 54,6 % за об'ємом, на відміну від 10 до 15 % за об'ємом, має значно вищу здатність поглинання води, ніж сучасний бетон.

## Будівництво та конструкційний розвиток
Конструкція opus caementicium повертається  до грецької моделі так званого «Емплектона». Тут між двома мурованими оболонками поміщали розчин із бутового каміння та вапна, який мав забезпечити зчеплення між кладкою. З часом римляни використовували дедалі тонші миски з вапняку або керамічної цегли, які заповнювали серцевиною з вапняного розчину (opus caementicium). Виходячи з конструкції цієї зовнішньої оболонки, розрізняли форми opus quadratum (великий тесаний вапняк), opus incertum (кладка з природного каменю неправильної форми), opus reticulatum (кладка з природного каменю у формі сітки, камені у формі піраміди з наконечник, спрямований усередину компонента, приблизно 80 р. до н. е.) та opus testaceum (керамічна цегла, приблизно на рубежі століть). Вони виникали один за одним або в змішаних формах (opus mixtum). Пізніше замість цегляних оболонок — подібних до сучасних елементів опалубки в бетонному будівництві — на час затвердіння використовували дерев'яні балки або дошки, які згодом можна було зняти та використати повторно.
Opus caementicium був ефективнішим у роботі, ніж кладка з валунів і тесаного природного каменю, оскільки його можна було заливати у форми. З декоративних і, можливо, конструкційних міркувань були вставлені проміжні шари з цегли (цегляна проходка).

## Використання
Зокрема, з opus caementicium були створені водопровідні труби та пристані. Додаванням пуццоланових речовин, таких як туф, вулканічний попіл або цегляний пил, досягалася певна стійкість до води. Великі частини (фундамент, склепіння і верхні внутрішні стіни) Колізею в Римі складаються з opus caementicium, а також римські куполи з величезними прольотами (наприклад, Пантеон в Римі: купол діаметром 43,3 метра, прибл. 120 р. до н. е.) стало можливим лише завдяки використанню opus caementicium. Під час будівництва Пантеону можна спостерігати використання різних надбавок. Для фундаменту використовували щільний травертин, а для купола — легкі заповнювачі, такі як туф або пемза.

## Історична довідка
Вже 1000 р. до н.е Фінікійці змішували свої розчини з цегляним порошком, а пізніше з вулканічним піском як пуццолан, щоб досягти підводної консолідації. Використання негашеного вапна також походить від фінікійців і перейняли греки, які використовували його приблизно в 300 році до нашої ери. На півдні Італії для будівництва так званих «Емплектонів». Це вважається зразком для opus caementicium, розробленого римлянами.
З падінням Римської імперії відбувся спад у створенні великих споруд. Гідравлічні в'яжучі речовини продовжували використовуватися в середньовіччі, а цегляне борошно використовувалося як штучний пуццолан ще в 19 столітті. Природні пуццолани, такі як трас, в основному використовувалися в Північній Європі. Пошуки альтернативи виробництву гідравлічного в'яжучого остаточно привели до розвитку портландцементу в середині 19 століття.